# Alexander Witt
Alexander Witt est un réalisateur et directeur de la photographie chilien, né le 10 avril 1952 à Santiago au Chili.

## Filmographie

### Réalisateur
- 2004 : Resident Evil: Apocalypse
- 2019 : Red Squad[2]
- 2023 : Sayen
- 2023 : Sayen : La Route asséchée
- 2024 : Sayen : La cazadora

### Directeur de la photographie
Alexander Witt est généralement directeur de la photographie pour les secondes équipes.

#### Années 1980
- 1989 : Always

#### Années 1990
- 1990 : À la poursuite d'Octobre rouge
- 1992 : L'Arme fatale 3
- 1992 : Chaplin
- 1995 : Juste cause
- 1995 : Money Train
- 1996 : Twister
- 1997 : Speed 2 : Cap sur le danger
- 1998 : The X-Files, le film
- 1999 : Un vent de folie
- 1999 : Inspecteur Gadget

#### Années 2000
- 2000 : Gladiator
- 2000 : Le Plus Beau des combats
- 2001 : Hannibal
- 2002 : La Mémoire dans la peau
- 2002 : xXx
- 2003 : Daredevil
- 2003 : Hollywood Homicide
- 2003 : Pirates des Caraïbes : La Malédiction du Black Pearl
- 2006 : Casino Royale
- 2008 : Mensonges d'État
- 2009 : L'Attaque du métro 123

#### Années 2010
- 2010 : Prince of Persia : Les Sables du Temps
- 2010 : Robin des Bois
- 2010 : The Town
- 2011 : Fast and Furious 5
- 2011 : X-Men : Le Commencement
- 2012 : Sécurité rapprochée
- 2012 : Skyfall
- 2014 : Hercule
- 2015 : Cendrillon
- 2015 : Terminator Genisys
- 2015 : 007 Spectre
- 2017 : D'abord, ils ont tué mon père
- 2018 : Avengers: Infinity War
- 2018 : Bird Box

#### Années 2020
- 2021 : Jungle Cruise
- 2021 : Mourir peut attendre
- 2023 : Fast and Furious 10
- 2023 : Ferrari